# Mitsubishi Carisma
Mitsubishi Carisma — автомобиль, выпускавшийся японской компанией Mitsubishi для европейского рынка с 1995 по 2003 год. В России официально продавался начиная с 1999 года. Название произошло от сочетания английского слова car (автомобиль) и греческого kharisma (божественный дар). Carisma была разработана совместно с компанией Volvo и собиралась на заводе NedCar в Нидерландах. Всего было произведено около 350 000 автомобилей.
Carisma предлагали с кузовами седан и хетчбэк, бензиновыми двигателями объёмом от 1,3 до 1,8 литра или дизельным 1,9 литра (компании Renault), позднее к нему добавился ещё один 1,9-литровый DI-D дизель, который также устанавливался на автомобили Рено и Volvo.
Несмотря на название, Carisma обладала довольно нейтральным дизайном, который оставался таковым и после рестайлинга 1999 года. В модельном ряду Mitsubishi, Carisma занимала место между Lancer и Galant. 
Шасси Carisma было использовано Proton при создании Proton Waja, укороченное шасси послужило основой для создания Mitsubishi Space Star, выпускавшимся на том же заводе NedCar.
Модель Mitsubishi Carisma 1995 года вошла в потребительский антирейтинг по версии британского издания Auto Express, где были названы десять наихудших автомобилей продававшихся на Туманном Альбионе за последние 25 лет).

## Производство и продажи
| Год  | Произведено | Продано |
| ---- | ----------- | ------- |
| 1995 | 19,100      | ?       |
| 1996 | 44,401      | ?       |
| 1997 | 82,255      | ?       |
| 1998 | 78,239      | ?       |
| 1999 | 54,460      | ?       |
| 2000 | 29,800      | 38,548  |
| 2001 | 22,203      | 28,647  |
| 2002 | -           | 30,429  |
| 2003 | -           | 28,123  |
| 2004 | –           | 9,875   |

## Двигатели
| Модель               | двигатель      | водоизмещение | клапанного | Топливная система             | Максимум. Мощность при оборотах                        | Максимум. крутящий момент при оборотах в минуту            | лет       |
| -------------------- | -------------- | ------------- | ---------- | ----------------------------- | ------------------------------------------------------ | ---------------------------------------------------------- | --------- |
| Бензиновые двигатели |                |               |            |                               |                                                        |                                                            |           |
| 1.3                  | Mitsubishi4G13 | 1299 куб.см   | SOHC 16v   | Распределенный впрыск топлива | 60 кВт (82 PS; 80 л.с.) при 5000 оборотах в минуту     | 120 Н · м (89 фут-фунт) при 4000 оборотах в минуту         | 2003-2004 |
| 1.6                  | Mitsubishi4G92 | 1597 куб.см   | SOHC 16v   | Распределенный впрыск топлива | 66 кВт (90 PS; 89 л.с.) при 5500 оборотах в минуту     | 137 Н · м (101 фут-фунт) при 4000 оборотах в минуту        | 1995-1997 |
| 1.6                  | Mitsubishi4G92 | 1597 куб.см   | SOHC 16v   | Распределенный впрыск топлива | 73 кВт (99 PS; 98 л.с.) при 5750 оборотах в минуту     | 137 Н · м (101 фут-фунт) при 4000 оборотах в минуту        | 1997-2000 |
| 1.6                  | Mitsubishi4G92 | 1597 куб.см   | SOHC 16v   | Распределенный впрыск топлива | 76 кВт (103 PS; 102 л.с.) при 6000 оборотах в минуту   | 141 Н · м (104 фут-фунт) при 4500 оборотах в минуту        | 2000-2004 |
| 1.8                  | Mitsubishi4G93 | 1834 куб.см   | SOHC 16v   | Распределенный впрыск топлива | 85 кВт (116 PS; 114 л.с.) при 5500 оборотах в минуту   | 162 Н · м (119 фут-фунт) при 4500 оборотах в минуту        | 1995-1997 |
| 1.8 MSX              | Mitsubishi4G93 | 1834 куб.см   | DOHC 16v   | Распределенный впрыск топлива | 103 кВт (140 PS., 138 л.с.) при 6500 оборотах в минуту | 167 Н · м (123 фут-фунт) при 5000 оборотах в минуту        | 1995-1997 |
| 1.8 GDI              | Mitsubishi4G93 | 1834 куб.см   | DOHC 16v   | Бензин прямой впрыск          | 92 кВт (125 PS; 123 л.с.) при 5500 оборотах в минуту   | 174 Н · м (128 футов фунт-сила) при 3750 оборотах в минуту | 1997-2000 |
| 1.8 GDI              | Mitsubishi4G93 | 1834 куб.см   | DOHC 16v   | Бензин прямой впрыск          | 90 кВт (122 л.с., 121 л.с.) при 5500 оборотах в минуту | 174 Н · м (128 футов фунт-сила) при 3750 оборотах в минуту | 2000-2001 |
| Дизельные двигатели  |                |               |            |                               |                                                        |                                                            |           |
| 1.9 TD               | RenaultF8QT    | 1870 куб.см   | SOHC 8v    | Непрямой впрыск               | 90 л.с. (66 кВт; 89 л.с.) при 4250 оборотах в минуту   | 176 Н · м (130 фут-фунт) при 2250 оборотах в минуту        | 1997-2000 |
| 1.9 DI-D             | RenaultF9Q1    | 1870 куб.см   | SOHC 8v    | Общий рельс прямой впрыск     | 102 л.с. (75 кВт; 101 л.с.) при 4000 оборотах в минуту | 215 Н · м (159 фут-фунт) при 1700 оборотах в минуту        | 2000-2001 |